# Llista de topònims de Ciutat Vella (Barcelona)
La llista de topònims (noms propis de lloc) del districte de Ciutat Vella, a Barcelona està dividida per barris:
- Llista de topònims del Raval
- Llista de topònims del barri Gòtic
  - Llista de topònims del barri Gòtic (part alta)
  - Llista de topònims del barri Gòtic (part baixa)
- Llista de topònims de Sant Pere, Santa Caterina i la Ribera
  - Llista de topònims de Sant Pere, Santa Caterina i la Ribera (part alta)
  - Llista de topònims de Sant Pere, Santa Caterina i la Ribera (part baixa)
- Llista de topònims de la Barceloneta

A continuació es recullen només els topònims que no estan inclosos en aquestes llistes.
Informació actualitzada per un bot. Els canvis manuals es perdran quan s'actualitzi!

## barri administratiu de Barcelona
| imatge | Nom                                   | Ubicat a     | instància de                                          | Detalls                                                                        | coordenades                                                                    | Protecció                                  | Commons (més fotos)                   | Dades a WD                    |
| ------ | ------------------------------------- | ------------ | ----------------------------------------------------- | ------------------------------------------------------------------------------ | ------------------------------------------------------------------------------ | ------------------------------------------ | ------------------------------------- | ----------------------------- |
|        | Sant Pere, Santa Caterina i la Ribera | Ciutat Vella | barri administratiu de Barcelona                      | 22041 hab Superfície: 111.4ha Anomenat per: Sant Pere Santa Caterina la Ribera | 41° 23′ 05″ N, 2° 10′ 57″ E / 41.3847°N,2.1826°E                               |                                            | Sant Pere, Santa Caterina i la Ribera | Modifica les dades a Wikidata |
|        | el Gòtic                              | Ciutat Vella | barri administratiu de Barcelona barri destí turístic | 24460 hab Superfície: 84.2ha                                                   | 41° 22′ 58″ N, 2° 10′ 37″ E / 41.382777777778°N,2.1769444444444°E Ciutat Vella |                                            | El Gòtic (Barcelona)                  | Modifica les dades a Wikidata |
|        | el Raval                              | Ciutat Vella | barri administratiu de Barcelona barri                | 45671 hab Superfície: 109.8ha Anomenat per: raval                              | 41° 22′ 48″ N, 2° 10′ 07″ E / 41.38°N,2.16861°E                                |                                            | El Raval                              | Modifica les dades a Wikidata |
|        | la Barceloneta                        | Ciutat Vella | barri administratiu de Barcelona barri                | Estil: arquitectura neoclàssica 14274 hab Superfície: 131.4ha                  | 41° 22′ 46″ N, 2° 11′ 21″ E / 41.37944°N,2.18917°E ca:Barri de la Barceloneta  | bé integrant del patrimoni cultural català | La Barceloneta                        | Modifica les dades a Wikidata |

## muralla
| imatge | Nom                   | Ubicat a               | instància de | Detalls | coordenades | Protecció | Commons (més fotos)        | Dades a WD                    |
| ------ | --------------------- | ---------------------- | ------------ | ------- | ----------- | --------- | -------------------------- | ----------------------------- |
|        | Muralla de Mar        | Ciutat Vella           | muralla      |         |             |           | Muralla de Mar (Barcelona) | Modifica les dades a Wikidata |
|        | muralles de Barcelona | Barcelona Ciutat Vella | muralla      |         |             |           |                            | Modifica les dades a Wikidata |

## Misc
| imatge | Nom                                                | Ubicat a | instància de                     | Detalls                                     | coordenades                                                | Protecció                                                               | Commons (més fotos) | Dades a WD                    |
| ------ | -------------------------------------------------- | --- | -------------------------------- | ------------------------------------------- | ---------------------------------------------------------- | ----------------------------------------------------------------------- | ------------------- | ----------------------------- |
|        | Port Vell de Barcelona                             | Ciutat Vella | port                             | Superfície: 70ha                            | 41° 22′ 36″ N, 2° 11′ 05″ E / 41.37675°N,2.18463889°E      |                                                                         | Port Vell           | Modifica les dades a Wikidata |
|        | Port de Barcelona                                  | Barcelona Ciutat Vella Sants-Montjuïc                                                                                            | port marítim autoritat portuària | Superfície: 828.9ha                         | 41° 21′ 00″ N, 2° 10′ 00″ E / 41.35°N,2.1666666666666665°E |                                                                         | Port of Barcelona   | Modifica les dades a Wikidata |
|        | Ronda del Litoral                                  | Cornellà de Llobregat l'Hospitalet de Llobregat Barcelona Sant Adrià de Besòs Sants-Montjuïc Ciutat Vella Sant Martí Sant Andreu | autovia                          | 1981 Llarg: 20km Anomenat per: zona litoral | 41° 25′ 16″ N, 2° 13′ 20″ E / 41.42111111°N,2.22222222°E   |                                                                         | Ronda Litoral       | Modifica les dades a Wikidata |
|        | Sector de conservació de l'Eixample a Ciutat Vella | Barcelona Ciutat Vella | conjunt urbà                     |                                             | 41° 23′ 07″ N, 2° 10′ 07″ E / 41.38537°N,2.1685°E          | bé integrant del patrimoni cultural català bé amb protecció urbanística |                     | Modifica les dades a Wikidata |